# Francisco de Melo, conde de Assumar
Francisco de Melo 1.° Conde de Assumar (Estremoz, 1597 – Madrid, 1651) foi um politico e militar português ao serviço de Espanha.

## Biografia
Filho primogénito de D. Constantino de Bragança, segundogénito da casa dos marqueses de Ferreira, e muito parente dos Duques de Bragança. Foi muito novo para Madrid, e ali teve a nomeação de veador da rainha D. Isabel de Bourbon, filha de Henrique IV, e mulher de Filipe IV, rei de Espanha, e gentil homem da câmara deste monarca, que sucessivamente o fez conde de Assumar em Portugal e marquês de Vellisca, em Castela. Foi também nomeado membro do conselho de Portugal e mais tarde embaixador em Roma, sendo depois substituído pelo marquês de Castelo Rodrigo.
D. Francisco de Melo passou, à corte de Viena de Áustria, onde estava, quando rebentou em Portugal a revolução de 1 de Dezembro de 1640. Ao contrário do seu primo direito, o condestável de Portugal, e 3.º marquês de Ferreira, Francisco de Melo seu homónimo, esta revolução nada influiu no espírito de D. Francisco de Melo, que, tendo recebido ordem do ministro conde-duque de Olivares para obter a autorização do imperador para a prisão do infante D. Duarte de Bragança, que servia então distintamente nos exércitos da Alemanha, não hesitou em empregar todos os esforços para conseguir esse objectivo, em que por fim terá êxito.
Depois Francisco de Melo foi nomeado governador das armas de Flandres; comandou então o exército espanhol na guerra contra a França. Invadiu este reino, devastou Champagne, e atacou Rocroi. D. Francisco de Melo rompera a campanha efectivamente com energia e a sua marcha rápida causou verdadeiro terror em Paris, mas um jovem general francês, de 21 anos de idade, o Duque d'Enghien, saiu‑lhe ao encontro, e no dia 19 de Maio de 1643 derrotou-o completamente na batalha de Rocroi. Nem este desastre, nem a queda do referido conde‑duque de Olivares, amigo particular de D. Francisco de Melo, fizeram com que este perdesse importantes cargos, que passou para o governo das armas da Lombardia. Foi capitão‑general de Sicília, de Aragão e da Catalunha, membro do conselho de guerra e do conselho de estado, embaixador aos príncipes de Itália, etc., e ainda em 1648, tendo recebido o titulo de marquês de Vellisca, foi como plenipotenciário espanhol ao congresso de Vestfália.
No filme espanhol Alatriste, a personagem Francisco de Melo é interpretada pelo actor andaluz Paco Tous.